# Angol

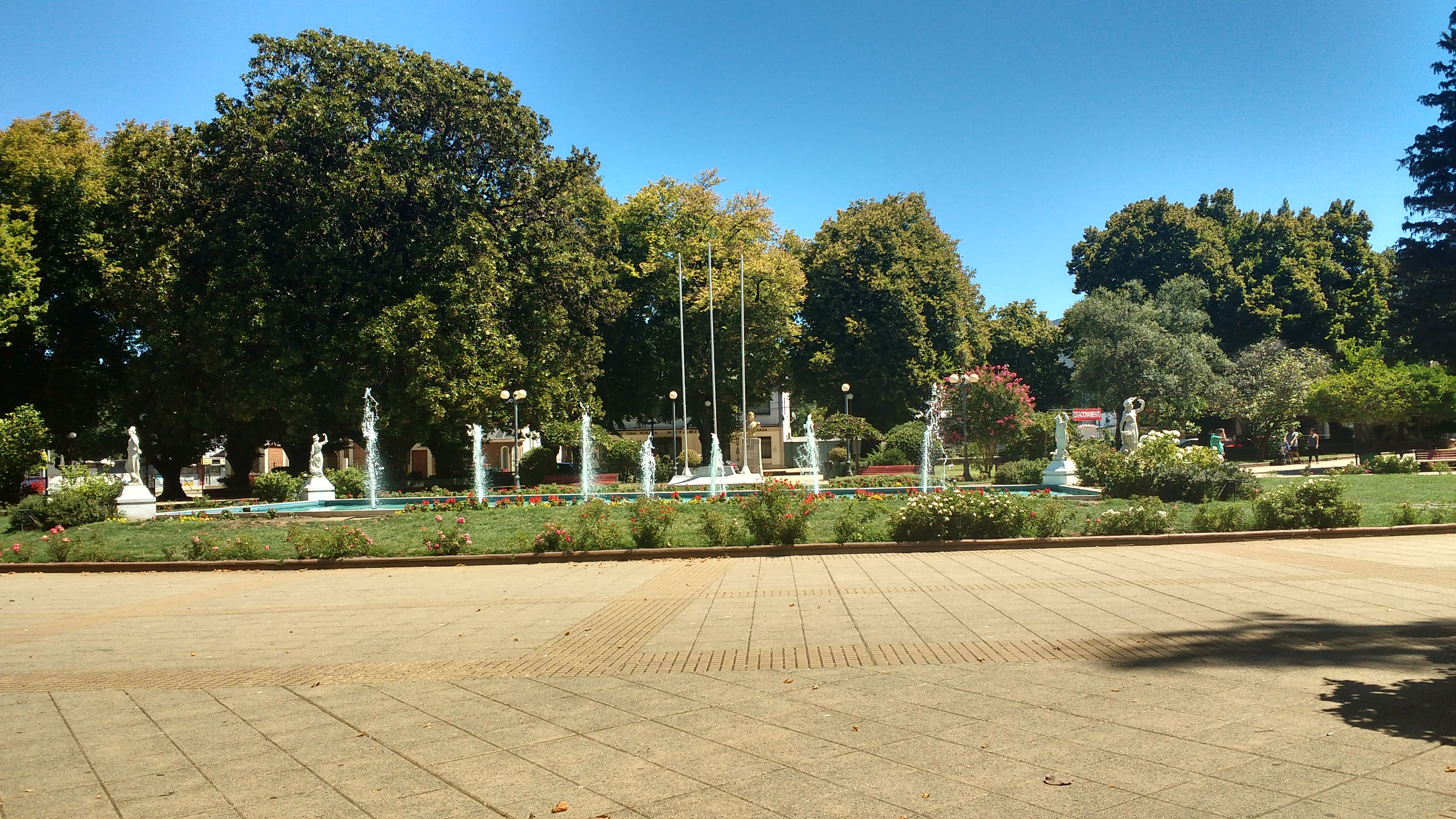

Angol est la capitale de la province de Malleco, dans la région d'Araucanie, au sud du Chili. Sa population actuelle est d'environ 49 000 habitants. Elle appartient au 48e district électoral, et à la 14e circonscription sénatoriale du pays.

## Histoire
La ville fut fondée en 1553, par don Pedro de Valdivia, en tant que fort espagnol, sous le nom de Los Confines, mais elle fut détruite par les araucanos.
En 1560, la ville fut déplacée vers le nord par le Gouverneur García Hurtado de Mendoza, qui lui donna le nom de San Andrés de Los Infantes, mais elle fut à nouveau attaquée par les araucanos, en 1599. En 1611, elle se déplaça cette fois-ci vers le sud et prit le nom de San Luis de Angol, mais à nouveau ce fut un échec.
En 1637, le Gouverneur Lasso de La Vega, la baptisa San Francisco de La Vega, mais en 1641, elle fut détruite par les Mapuches.
Elle fut repeuplée en 1695, prenant le nom de Santo Tomás de Colhue, mais dut subir à nouveau des attaques de la part des indigènes.
La ville actuelle d'Angol, fut fondée définitivement par Cornelio Saavedra, le 6 décembre 1862.

Position de Angol (en rouge) au sein de la région d'Araucanie.